# Suillus americanus
 El Suillus americanus es una especie de hongo de la familia Suillaceae. Conocido comúnmente como seta chicken-fat (seta de grasa de pollo) y suillus americanus, se reconoce por el sombrero amarillo brillante con escamas de color rojo a marrón rojizo incrustadas en limo, los grandes poros angulares amarillos en la parte inferior del sombrero y el estrecho tallo amarillo marcado con puntos rojizos oscuros. El análisis filogenético molecular sugiere que S. americanus puede ser la misma especie que S. sibiricus, que se encuentra en el oeste de Norteamérica y Asia occidental y central.
Suillus americanus crece en una asociación micorrícica con el pino blanco oriental y se encuentra allí donde se da este árbol, en el este de Norteamérica y China. Las personas susceptibles pueden sufrir una dermatitis de contacto tras tocar los cuerpos fructíferos. El hongo es comestible, aunque las opiniones varían en cuanto a su palatabilidad. Los cuerpos fructíferos contienen un carbohidrato betaglucano que, según pruebas de laboratorio, tiene propiedades antiinflamatorias.

## Taxonomía

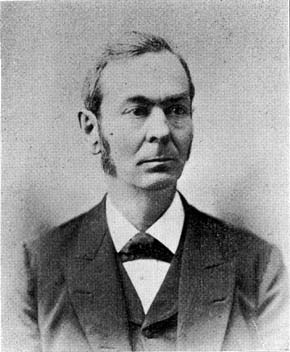
Charles Horton Peck

Suillus americanus fue descrito científicamente por primera vez por el micólogo estadounidense Charles Horton Peck en 1888, basándose en especímenes que había recolectado originalmente en 1869, en el estado de Nueva York, cerca de Sand Lake, Albany y Port Jefferson. En su publicación de 1888 indicó que originalmente había catalogado estas colecciones como Boletus flavidus (ahora conocido como Suillus flavidus) en su Report of the State Botanist de 1869 (publicado en 1872). Sin embargo, como se señaló casi un siglo después en 1986, el informe de 1869 no menciona realmente la especie; más bien, las notas de campo de Peck de ese año (que sirvieron de base para el informe) hacen referencia a una colección en Sand Lake en la que muy probablemente se basó la descripción original (1888). Como Peck no designó un espécimen tipo, uno de los especímenes de Sand Lake fue lectotipificado en 1986.
En 1931, el micólogo francés Édouard-Jean Gilbert transfirió la especie al género Ixocomus, un taxón ya desaparecido que desde entonces se ha subsumido en Suillus. En 1959, Walter H. Snell, en colaboración con Rolf Singer y Esther A. Dick, transfirió la especie a Suillus.En su versión de 1986 de la monografía autorizada The Agaricales in Modern Taxonomy, Singer incluyó la especie en la subsección Latiporini del género Suillus, una agrupación infragénerica (por debajo del nivel taxonómico de género) caracterizada por una impresión de esporas de color canela sin tinte oliváceo, y poros anchos, normalmente mayores de 1 mm cuando maduran.
Entre los nombres comunes de esta especie se encuentran el Slipperycap americano, el Suillus americanoo la seta chicken-fat. Este último nombre hace referencia a su color amarillo. El epíteto específico americanus significa «de América».

## Descripción
El sombrero suele tener entre 3 y 10 cm (11⁄4–4 in) de diámetro, es ampliamente convexo con un pequeño umbo y se vuelve plano con la edad. El margen está curvado hacia dentro en los ejemplares jóvenes y puede tener restos de un velo algodonoso amarillento que cuelga de él. La superficie del sombrero es de color amarillo brillante con vetas rojas o parduscas y manchas vellosas. Cuando el cuerpo del fruto es joven y está húmedo, la superficie es viscosa; a medida que el sombrero madura y se seca, se vuelve pegajoso o pegajoso.
Los tubos que componen la capa de poros en la parte inferior del sombrero tienen una profundidad de 0,4 a 0,6 cm (1⁄8 to 1⁄4 in), y están adheridos al tallo de forma adnata (unidos ampliamente al tallo) a decurrente (recorriendo la longitud del tallo). Son amarillas y se tiñen de marrón rojizo cuando se golpean. Los poros amarillos son grandes (1 a 2 mm de diámetro) y angulosos, y tienden a oscurecerse a medida que envejecen.Los poros son ligeramente más anchos que largos, de modo que hay unos 9 a10 poros por cm medidos radialmente, pero de 12 a 13 por cm cuando se miden tangencialmente, aproximadamente a la mitad del borde.Como ocurre con todas las boletes, las esporas se forman en la superficie interior de los tubos y se filtran a través de sus aberturas para ser arrastradas por las corrientes de aire del exterior.
El tallo mide 3 a 9 cm (11⁄8–31⁄2 in) por 0,4 a 1 cm (1⁄8–3⁄8 in) más o menos igual de ancho en toda su longitud, a menudo torcido, y se vuelve hueco con la edad. El color de la superficie del tallo es amarillo limón, y está cubierto de puntos glandulares que se magullan si se manipulan. El velo parcial no está adherido al tallo y no suele dejar un anillo en él. Un micelio blanquecino presente en la base del tallo ayuda a anclar el cuerpo del fruto en el sustrato. La carne es de color amarillo mostaza, y se tiñe de marrón rosado al cortarla o magullarla.

### Características microscópicas
En depósito, las esporas son de color canela. Vistas al microscopio, son de color amarillo pálido, lisas y de forma aproximadamente elíptica, y miden 8 a 9,5 por 3,5 a 5 μm. Los basidios, las células que contienen las esporas, tienen forma de garrote y 4 esporas, con unas dimensiones de 21 a 25 por 5,5 a 6 μm. Los pleurocistidios (cistidios que se encuentran a los lados de las branquias) tienen forma cilíndrica o de maza y están dispuestos en haces. Tanto las bases de los haces como la superficie de los cistidios pueden estar cubiertas de partículas de pigmento marrón. Los quilocistidios son cistidios situados en las caras branquiales. En S. americanus, la mayoría tienen forma de maza, a menudo con el ápice expandido, y al igual que los pleurocistidios, están dispuestos en haces, con partículas de pigmento marrón en la base de los haces.Los haces de cistidios cerca de las aberturas de los tubos pueden verse a veces con una lupa de mano. Como todas las especies de Suillus, los cistidios de S. americanus adquieren un color marrón anaranjado en presencia de una solución de hidróxido de potasio al 3 %. La capa viscosa de la superficie del sombrero es el resultado de una capa entretejida de hifas gelatinosas que suelen tener un grosor de 3 a 5 μm.

### Especies similares
Suillus americanus tiene un aspecto muy similar a Suillus sibiricus (distribuido en el oeste de Norteamérica y Asia occidental y central), pero esta última especie se asocia con Pinus monticola y Pinus flexilis en lugar de Pinus strobus.Una guía de campo sugiere que S. sibiricus tiene un tallo más grueso que S. americanus, manchas marrones en el sombrero y un color amarillo más oscuro y apagado.Los análisis de filogenética molecular han demostrado, sin embargo, que los especímenes de S. sibricus recogidos en China y el oeste de Norteamérica, así como los de S. americanus del este de Norteamérica, son muy probablemente «un único taxón circumboreal».
Otra especie parecida es Suillus subaureus, que puede distinguirse microscópicamente por sus esporas ligeramente más pequeñas, hialinas (translúcidas) (normalmente de 7,5 a 8,5 por 3 μm), y una asociación con Populus tremuloides (álamo temblón).

## Hábitat y distribución

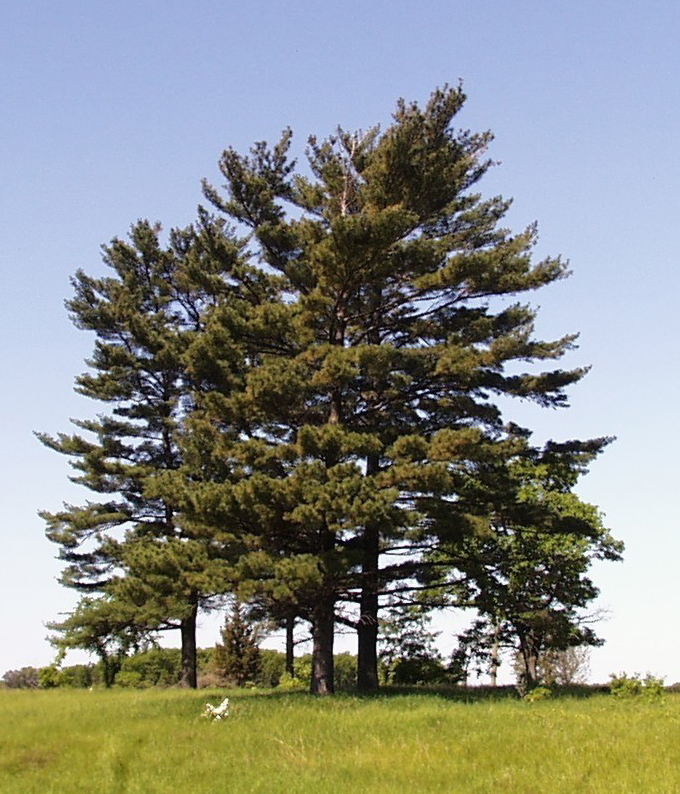
S. americanus es conocida por su asociación con el pino blanco oriental.

Suillus americanus es una especie común, y se encuentra creciendo de forma solitaria o en racimos en el suelo en todo el noreste de América del Norte, al norte de Canadá, donde suele fructificar a finales de verano y otoño.También se encuentra en Guangdong, China, un ejemplo de distribución dispersa. Los cuerpos fructíferos suelen encontrarse en climas más secos, cuando no abundan otras especies.
Suillus americanus es una especie micorrícica, una relación mutualista en la que el hongo forma una vaina en la superficie de la raíz a partir de la cual las hifas se extienden hacia el exterior del suelo, y hacia el interior entre las células corticales con las que se interconectan para formar una red de Hartig. El principal beneficio para el hongo es el acceso constante a un suministro de carbohidratos producidos por la fotosíntesis de la planta, mientras que la planta se beneficia de un mayor suministro de nutrientes minerales del suelo, absorbidos por las hifas del hongo. Crece asociada a los pinos, sobre todo al pino blanco oriental (Pinus strobus).

## Alergenicidad
Algunas personas susceptibles han experimentado una reacción alérgica tras tocar S. americanus. Los síntomas de la dermatitis alérgica de contacto suelen aparecer uno o dos días después del contacto inicial, persisten durante aproximadamente una semana y desaparecen sin tratamiento.La cocción de los cuerpos frutales inactiva los alérgenos responsables.

## Comestibilidad

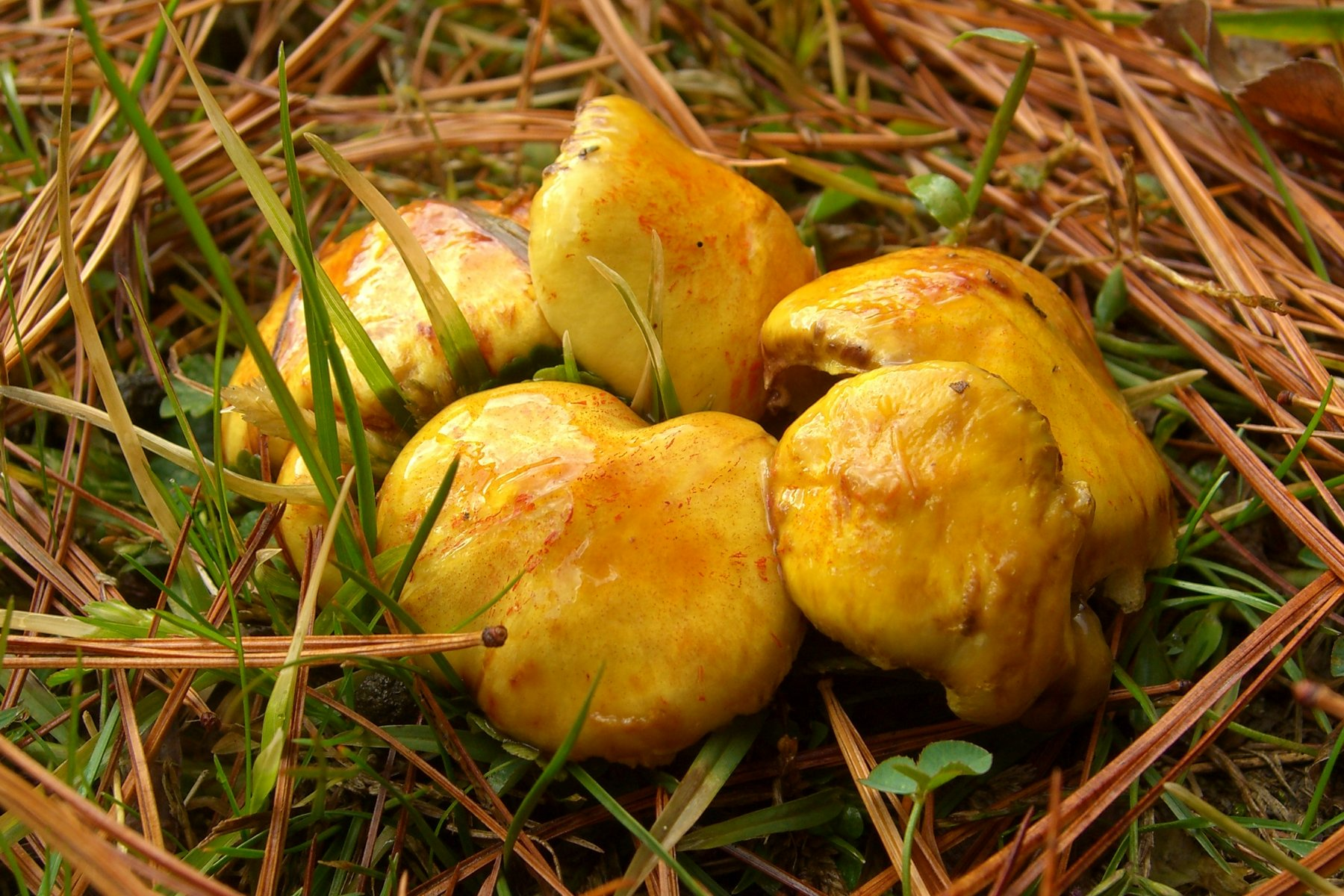
El Suillus americanus es comestible.

Esta especie no es venenosa y a veces se considera comestible, pero las opiniones sobre su palatabilidad son dispares. No tiene olor y su sabor se considera suave.Una guía de campo sugiere que tiene un «distintivo sabor a limón», y otra dice: «El sombrero amarillo puede recordar a la grasa de pollo; tiene un sabor a seta maravillosamente sabroso». La textura viscosa de la seta se ha comparado con la del quingombó.Un autor de libros de cocina sugiere que la seta es ideal para untar, para usar en el pan o como salsa; hornear los cuerpos del fruto en un horno los secará para su uso futuro, y concentrará el sabor.Los sombreros viscosos y la capa porosa suelen retirarse antes de su consumo.Otra guía de campo menciona que la «carne fina apenas hace que esta especie merezca la pena».

## Compuestos bioactivos
El Suillus americanus contiene un polisacárido conocido como betaglucano que, según las pruebas de laboratorio, podría tener actividad antiinflamatoria. Conocido específicamente como (1→3)-, (1→4)-β-D-glucano, su función natural es la de componente de la pared celular fúngica, donde forma fibrillas microcristalinas en la pared que le confieren rigidez y resistencia. La actividad antiinflamatoria resulta de la capacidad del polisacárido para inhibir la producción de óxido nítrico en los macrófagos activados, una célula del sistema inmunitario.